# Shohei Ohtani
Shohei Ohtani, ibland stavat Shohei Otani (japanska: 大谷 翔平?, Ōtani Shōhei), född den 5 juli 1994 i Ōshū, är en japansk professionell basebollspelare som spelar för Los Angeles Dodgers i Major League Baseball (MLB). Ohtani är designated hitter och högerhänt pitcher.
Ohtani har tidigare spelat för Hokkaido Nippon-Ham Fighters i Nippon Professional Baseball (NPB) (2013–2017) och Los Angeles Angels i MLB (2018–2023).
Ohtani är den första spelaren på många år som platsat både som pitcher och som slagman på den allra högsta professionella nivån. Hans fantastiska prestationer i MLB i båda dessa roller i början av 2020-talet har lett till jämförelser med legendaren Babe Ruth och vissa anser att Ohtani är den bästa basebollspelaren genom tiderna. Han skrev i december 2023 på det dittills största kontraktet i idrottshistorien – ett tioårskontrakt med Los Angeles Dodgers värt 700 miljoner dollar.
Ohtani har utsetts till mest värdefulla spelare (MVP) i både NPB (en gång) och MLB (tre gånger). Bland hans många övriga meriter kan nämnas att han vunnit NPB:s slutspelsfinal Nippon Series en gång och MLB:s motsvarighet World Series en gång, tagits ut till all star-matcherna fem gånger i NPB och fyra gånger i MLB samt vunnit Rookie of the Year Award i MLB.
Ohtani var med och tog guld för Japan vid World Baseball Classic 2023.

## Uppväxt
Ohtani föddes i Ōshū i förhållandevis lantliga Iwate prefektur i nordöstra Japan. Hans pappa spelade amatörbaseboll på hög nivå och hans mamma var en duktig badmintonspelare.

## Karriär

### Nippon Professional Baseball

#### Hokkaido Nippon-Ham Fighters
Ohtani väckte nationell uppmärksamhet som gymnasiespelare 2012 när ett av hans fastballkast uppmättes till 160 kilometer i timmen, rekord för japanska gymnasiespelare. Han förutspåddes en lysande karriär eftersom han var i princip lika bra som slagman som han var som pitcher, men han överraskade många när han just före NPB:s draft senare samma år meddelade att han tänkte försöka bli proffs i Nordamerika direkt, utan att spela i Japan. Hokkaido Nippon-Ham Fighters valde honom ändå som nummer ett i draften och lyckades därefter övertyga honom om att det var bäst för hans karriär att inleda med spel i NPB i stället för i MLB:s farmarligor (Minor League Baseball).

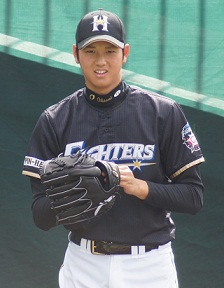
Ohtani i Hokkaido Nippon-Ham Fighters dräkt.

Ohtanis första säsong i NPB, 2013, innebar inte någon omedelbar succé statistikmässigt. Som slagman spelade han 77 matcher och användes mest som rightfielder. Hans slaggenomsnitt var 0,238 och han hade tre homeruns och 20 RBI:s (inslagna poäng). Som pitcher deltog han i 13 matcher, varav elva starter, och var 3–0 (tre vinster och inga förluster) med en earned run average (ERA) på 4,23 och 46 strikeouts på 61,2 innings pitched. Trots de mediokra siffrorna togs han ut till NPB:s all star-series i juli, där han fick mycket uppmärksamhet och blev den andra spelaren i historien efter Ichiro Suzuki att spela både som pitcher och som positionsspelare i en all star-match.
Under nästa säsong spelade Ohtani bättre och höjde sitt slaggenomsnitt till 0,274 samtidigt som han hade tio homeruns och 31 RBI:s på 87 matcher. Defensivt spelade han bara åtta matcher som outfielder utan användes mest som designated hitter. På pitcherkullen var han 11–4 och sänkte sin ERA till 2,61. Han hade 179 strikeouts på 155,1 innings pitched för ett snitt på 10,37 strikeouts per nio innings pitched, bäst i Pacific League (PL) bland pitchers med tillräckligt många innings pitched för att rankas. För andra året i rad togs han ut till all star-series, där han vann den andra matchen.
I november 2014 spelade Ohtani i en serie uppvisningsmatcher i Japan mellan spelare från NPB och MLB, och introducerades då för den stora basebollpubliken i USA.
Ohtani utvecklades ännu mer som pitcher 2015 och hade en utmärkt säsong under sina 22 starter. Han var bäst eller delat bäst i PL i ett flertal statistiska kategorier, som ERA (2,24), vinster (15), vinstprocent (0,750), complete games (fem), shutouts (tre), walks + hits per inning pitched (WHIP) (0,91), strikeouts per nio innings pitched (10,98), hits per nio innings pitched (5,60) och homeruns per nio innings pitched (0,39). Som slagman, där han enbart användes som designated hitter, hade han dock en dålig säsong med ett slaggenomsnitt så lågt som 0,202, fem homeruns och 17 RBI:s på 70 matcher. En del av förklaringen kan ha varit återkommande skadeproblem. Han togs för tredje gången i rad ut till all star-series, där han var startande pitcher i den första matchen. Efter säsongen vann han för första gången NPB:s Best Nine Award som pitcher och även Battery Award tillsammans med catchern Shota Ohno. I november deltog han i landslagsturneringen WBSC Premier12 (se nedan).
Det var dock först 2016 som Ohtani lyckades prestera på absolut toppnivå både som pitcher och som slagman. I den förra egenskapen var han 10–4 med en ERA på 1,86 och 174 strikeouts på 21 matcher (20 starter). Hans 140 innings pitched var några för få för att rankas avseende ERA och andra genomsnittskategorier, annars hade han varit bäst i PL igen avseende ERA, liksom avseende WHIP (0,96), strikeouts per nio innings pitched (11,19) och hits per nio innings pitched (5,72). Med slagträt var hans slaggenomsnitt 0,322 och han hade 22 homeruns och 67 RBI:s på 104 matcher, återigen enbart som designated hitter. Hans slugging % var 0,588 och hans on-base plus slugging (OPS) var 1,004, båda siffrorna bäst i PL om han hade haft tillräckligt många plate appearances för att rankas (det fattades 52). Han togs återigen ut till all star-series men kunde inte delta som pitcher, vilket han var uttagen som, på grund av en skada på ett finger. Han fick dock delta som positionsspelare i stället. I slutspelet gick hans klubb hela vägen och vann Nippon Series över Hiroshima Toyo Carp med 4–2 i matcher. Efter säsongen belönades han med ligans MVP Award och blev historisk när han som första spelare någonsin vann Best Nine Award både som pitcher och som slagman (designated hitter).
Ohtani var fotledsskadad inför 2017 års säsong och tvingades tacka nej till att spela för Japan vid World Baseball Classic 2017 och under inledningen av NPB-säsongen kunde han inte pitcha utan spelade bara som designated hitter. Han uttryckte samtidigt en önskan att få börja i MLB redan 2018 trots att det skulle innebära mindre pengar för honom än om han väntade ett par år. Han drabbades tidigt under säsongen av en lårskada som höll honom borta från spel i flera veckor. Hans slaggenomsnitt 2017 var 0,332 och han hade åtta homeruns och 31 RBI:s på 65 matcher. Som pitcher gjorde han bara fem starter och var 3–2 med en ERA på 3,20. Som vanligt togs han ut till all star-series.
Efter säsongen genomgick Ohtani en operation för att komma till rätta med den fotled som hämmat honom. Efter att MLB och NPB slutit ett nytt avtal om spelarövergångar i december 2017 stod det klart att han skulle bli föremål för uppvaktning av i princip alla MLB-klubbar inför 2018 års säsong. Hans japanska klubb skulle erhålla 20 miljoner dollar för honom.

### Major League Baseball

#### Los Angeles Angels

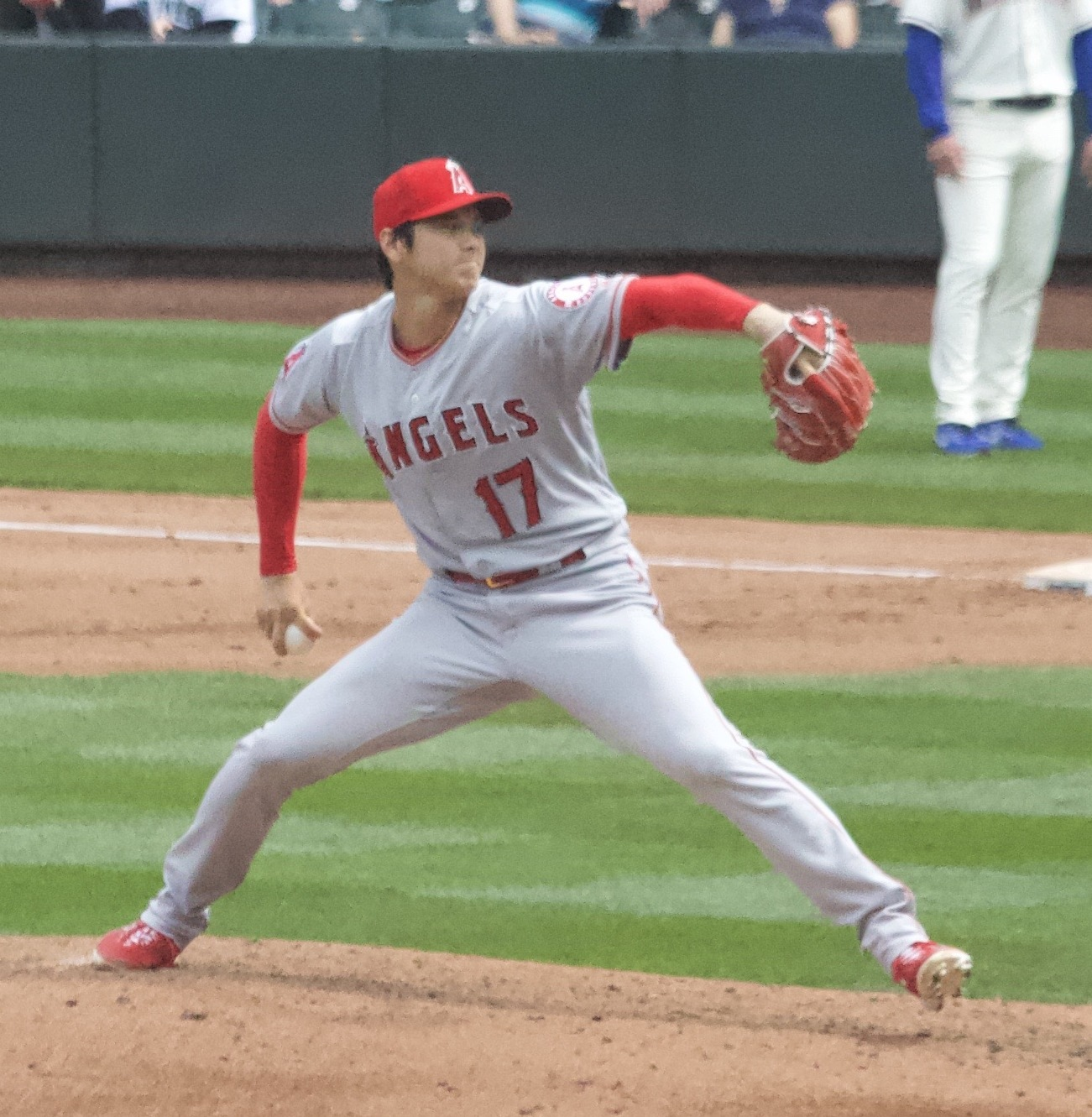
Ohtani pitchar för Los Angeles Angels under en match i maj 2018.

Ohtani förvånade många när han tillkännagav att han valt att skriva på för Los Angeles Angels i stället för mer tippade klubbar som Los Angeles Dodgers och New York Yankees. Han fick en bonus på 2,315 miljoner dollar och skulle vara under kontroll av Angels de närmaste sex säsongerna. Trots mediokert spel under försäsongsträningen fick han en plats i Angels spelartrupp och gjorde sin hett emotsedda MLB-debut den 29 mars 2018, under vilken han presterade en hit redan på det första kastet han mottog. I matchen hade han nummer åtta i slagordningen och var designated hitter. I klubbens fjärde match den 1 april debuterade han som pitcher i en match som han startade och vann. Han blev därmed den första spelaren i American och National League (AL/NL) att starta sin klubbs första match för säsongen som icke-pitcher och sedan starta en match som pitcher under klubbens tio första matcher sedan legendaren Babe Ruth gjorde det 1919. Cirka 240 japanska journalister bevakade matchen på plats. När han några dagar senare slog en homerun i sin tredje raka match var det första gången som någon spelare i AL hade slagit homeruns i tre raka matcher under samma säsong som han startade en match som pitcher sedan Ruth gjorde det 1930. I hans andra start som pitcher brände han de första 19 slagmännen han mötte och hade totalt tolv strikeouts. Återigen skrev han historia eftersom han dels blev den första AL/NL-spelaren sedan 1919 att vinna två matcher och slå tre homeruns under sin klubbs första tio matcher och dels blev den tredje spelaren i AL/NL-historien att slå homeruns i tre raka matcher under samma säsong som han hade en match med minst tio strikeouts (den första var Ruth 1916). Han utsågs i samband med detta till Player of the Week (veckans spelare) i AL. Till och med den 30 april hade han ett slaggenomsnitt på 0,341, fyra homeruns och tolv RBI:s samtidigt som han var 2–1 med en ERA på 4,43 och 26 strikeouts på fyra starter (20,1 innings pitched). Hans spel ledde till att han utsågs till april månads Rookie of the Month (månadens nykomling) i AL. I början av juni fick hans fina säsongsinledning ett abrupt slut när han placerades på skadelistan med en skadad armbåge. Han gjorde comeback en månad senare, men bara som slagman. Den 3 augusti, i en match mot Cleveland Indians, slog han två homeruns i samma match för första gången i MLB. Det var också hans första homeruns på bortaplan i MLB. Den 2 september gjorde han comeback som pitcher efter nästan tre månaders uppehåll och i och med det blev han den första spelaren i AL/NL sedan Ruth 1919 att ha minst 50 innings pitched och minst 15 homeruns under samma säsong. Skadan i armbågen förvärrades dock i matchen och han fick återgå till att bara vara slagman, vilket han gjorde så bra att han utsågs till Player of the Week i AL första veckan i september och till september månads Rookie of the Month i ligan. Totalt under 2018 hade Ohtani ett slaggenomsnitt på 0,285, 22 homeruns och 61 RBI:s på 104 matcher som slagman. Som pitcher var han 4–2 med en ERA på 3,31 och 63 strikeouts på tio starter (51,2 innings pitched). Bara Babe Ruth hade före honom haft en säsong i AL/NL med minst tio matcher som pitcher och minst 20 homeruns och hans 22 homeruns var nytt MLB-rekord för japanska rookies, fyra fler än det tidigare rekordet som innehades av Kenji Johjima. Den 1 oktober genomgick han en så kallad "Tommy John-operation" i höger armbåge, vilket gjorde att han inte skulle kunna pitcha under 2019 års säsong. Månaden efter utsågs han till Rookie of the Year i AL. Det var tredje gången priset gick till en Angel efter Tim Salmon 1993 och Mike Trout 2012 samt fjärde gången en japan vann priset efter Hideo Nomo 1995, Kazuhiro Sasaki 2000 och Ichiro Suzuki 2001.

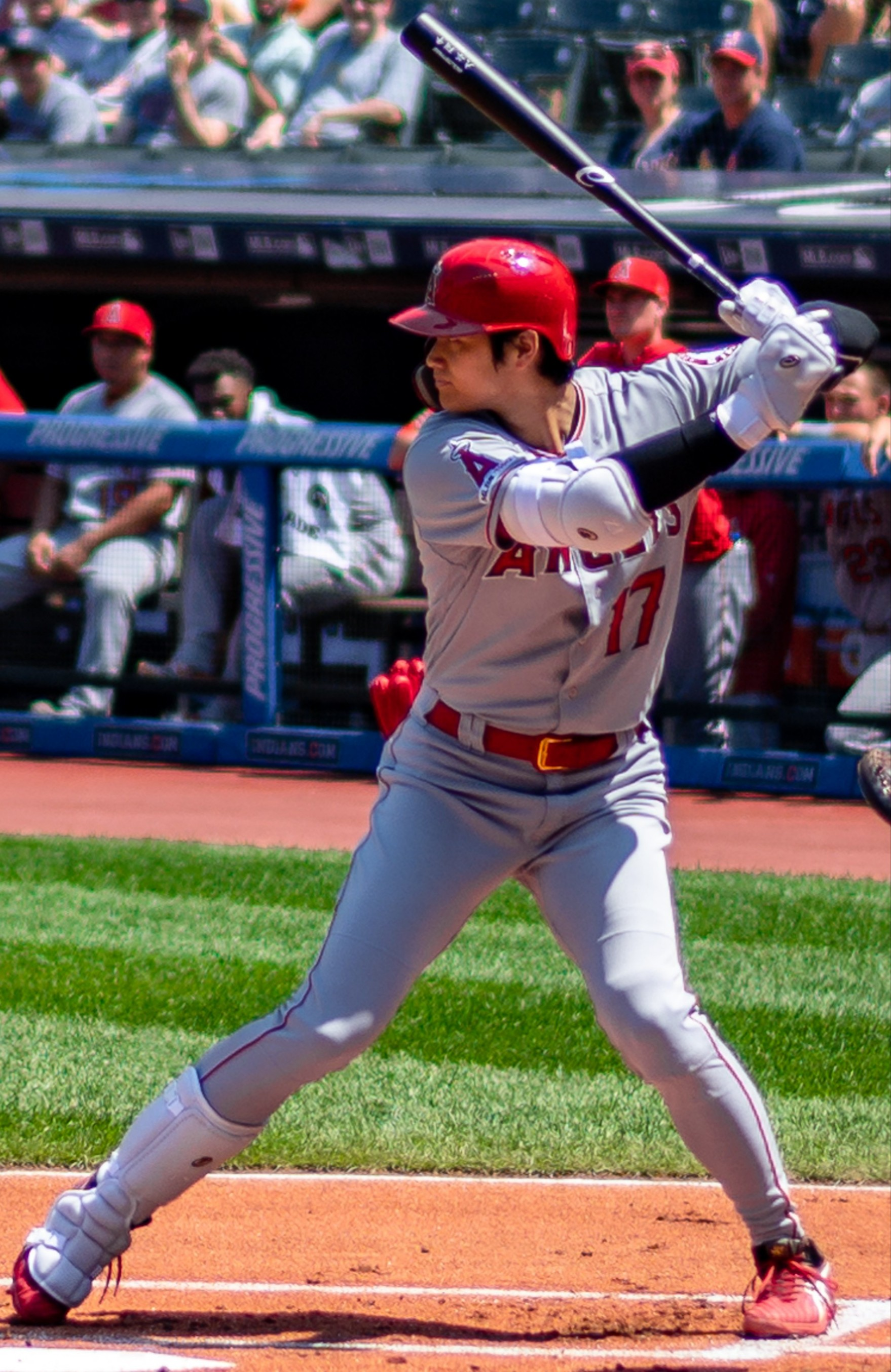
Ohtani som slagman för Los Angeles Angels i augusti 2019.

Ohtanis första match 2019 kom den 7 maj, en dryg månad in på säsongen. Först då var han klar för spel efter sin operation föregående höst. Den 13 juni blev han historisk när han i en match mot Tampa Bay Rays blev den första japanen i MLB:s historia att slå en "cycle", alltså en single, en double, en triple och en homerun i samma match. Det var den åttonde cyclen i Angels historia. I mitten av september tvingades Ohtani ånyo till en operation, denna gång i vänster knä för att åtgärda en patella bipartita (ett medfött tillstånd där knäskålen inte har "smält" ihop till en utan man har en tudelad knäskål). Hans statistik för 2019 var snarlik den för 2018; han hade ett slaggenomsnitt på 0,286, 18 homeruns och 62 RBI:s på 106 matcher. Alla hans starter var som designated hitter. Hans tolv stulna baser var flest i klubben.
2020 års säsong kom inte igång förrän i slutet av juli på grund av covid-19-pandemin och Angels plan var att Ohtani skulle pitcha varje söndag, vara spelledig varje lördag och måndag och vara designated hitter alla andra dagar. Den 24 juli blev han historisk som den första automatiska löparen på andra bas i MLB:s historia, i toppen av tionde inningen av Angels match mot Oakland Athletics. Att man skulle placera en löpare på andra bas vid början av alla inningar efter den nionde var en regel som infördes på grund av pandemin. Två dagar senare gjorde han sin första start som pitcher sedan september 2018, men det gick inte som han och Angels hade hoppats – han tillät fem poäng (flest dittills i hans MLB-karriär) utan att bränna en enda slagman. Inte heller i hans andra start gick det särskilt bra och efter den hade han en ERA på hela 37,80. Det visade sig också att han drabbats av en skada i högerarmen som förhindrade honom från att kasta i fyra till sex veckor och Angels tränare Joe Maddon sade att Ohtani troligen inte skulle pitcha mer under 2020 års säsong. Det gjorde han inte heller, men som slagman spelade han under den förkortade säsongen 44 matcher med ett slaggenomsnitt på 0,190, sju homeruns och 24 RBI:s.
Inför 2021 års säsong kom Ohtani och Angels överens om ett tvåårskontrakt värt 8,5 miljoner dollar, och parterna undvek därigenom ett skiljeförfarande. Den 4 april skapade han återigen historia när han för första gången i MLB både var slagman och pitcher i samma match. Han slog som nummer två i slagordningen vilket ingen pitcher i AL/NL hade gjort sedan 1903, och han blev även den första startande pitchern i AL som slog en homerun mot en annan klubb i samma liga sedan designated hitter-regeln infördes 1973. Det var bara den tredje gången över huvud taget som en klubb valde att avstå från att använda en designated hitter sedan 1976 (och en av de två andra gångerna berodde på en miss i laguppställningen). Mindre än en månad senare blev han den första spelaren i AL/NL sedan Babe Ruth 1921 att starta en match som pitcher samtidigt som han låg etta i MLB i homeruns. I samma match vann han sin första match som pitcher sedan maj 2018. I mitten av maj blev han den första spelaren i AL/NL sedan 1916 att starta en match som pitcher och sedan slå som etta i slagordningen i nästa match. Han utsågs i juni till Player of the Week för första gången sedan 2018 efter att bland annat ha slagit sex homeruns och vunnit en match som pitcher. Han togs i början av juli ut till MLB:s all star-match för första gången, först som designated hitter och sedan även som pitcher. Det var första gången som någon togs ut som både positionsspelare och pitcher. I samma veva utsågs han till Player of the Month för juni, efter att ha slagit 13 homeruns och haft en slugging % på 0,889 och en OPS på 1,312 samtidigt som han vann två matcher som pitcher, och till Player of the Week för andra gången på tre veckor. Redan före all star-matchen satte han ett nytt rekord för homeruns under en MLB-säsong av en japansk spelare. Han passerade då Hideki Matsuis 31 homeruns från 2004. I all star-matchen startade han som pitcher, slog som etta i slagordningen och utsågs till vinnande pitcher. Ingen hade haft en sådan match i AL/NL:s historia, varken i grundserien, slutspelet eller all star-matchen. Han utsågs till Player of the Month i AL även i juli, och det var första gången som en spelare i MLB vann utmärkelsen två gånger i rad sedan 2012. I juli hade han nio homeruns, 19 RBI:s och en slash line på 0,282/0,396/0,671 samt en ERA på 1,35 och 17 strikeouts. Den 18 augusti satte han nytt klubbrekord för vänsterhänta slagmän när han slog sin 40:e homerun för säsongen. Det gamla rekordet innehades av Reggie Jackson. I samma match pitchade han åtta inningar, nytt personligt rekord i MLB. Under säsongens sista vecka blev han den första spelaren i AL:s historia att under samma säsong nå 45 homeruns, 25 stulna baser och 100 poäng. Under 2021 års säsong hade Ohtani ett slaggenomsnitt på 0,257, 46 homeruns, 100 RBI:s, 26 stulna baser och en OPS på 0,965. Han var bäst i AL och delat bäst i MLB i triples (åtta), bäst i AL i avsiktliga walks (20) och at bats per homerun (11,67) samt tredje bäst i MLB i homeruns. Som pitcher var han 9–2 med en ERA på 3,18 och 156 strikeouts på 23 starter (130,1 innings pitched). Ingen spelare i AL/NL hade tidigare nått tio starter som pitcher och 30 homeruns under samma säsong och inte heller tio homeruns och 100 strikeouts. Han belönades efter säsongen med Commissioner's Historic Achievement Award av basebollkommissarien Rob Manfred. Det var 16:e gången som priset delades ut och första gången sedan 2014. Ohtani vann även sin första Silver Slugger Award, som den andra japanska spelaren genom tiderna efter Ichiro Suzuki. Han vann även enhälligt MVP Award i AL och blev därmed den fjärde Angels-spelaren att vinna priset, den andra japanska spelaren efter Suzuki och den första som primärt spelade som designated hitter. Vidare togs han ut till All-MLB First Team som designated hitter och till All-MLB Second Team som startande pitcher. Ingen hade tidigare tagits ut till All-MLB Team både som pitcher och som slagman. Slutligen erhöll han Edgar Martínez Award, som den bästa designated hittern i AL.

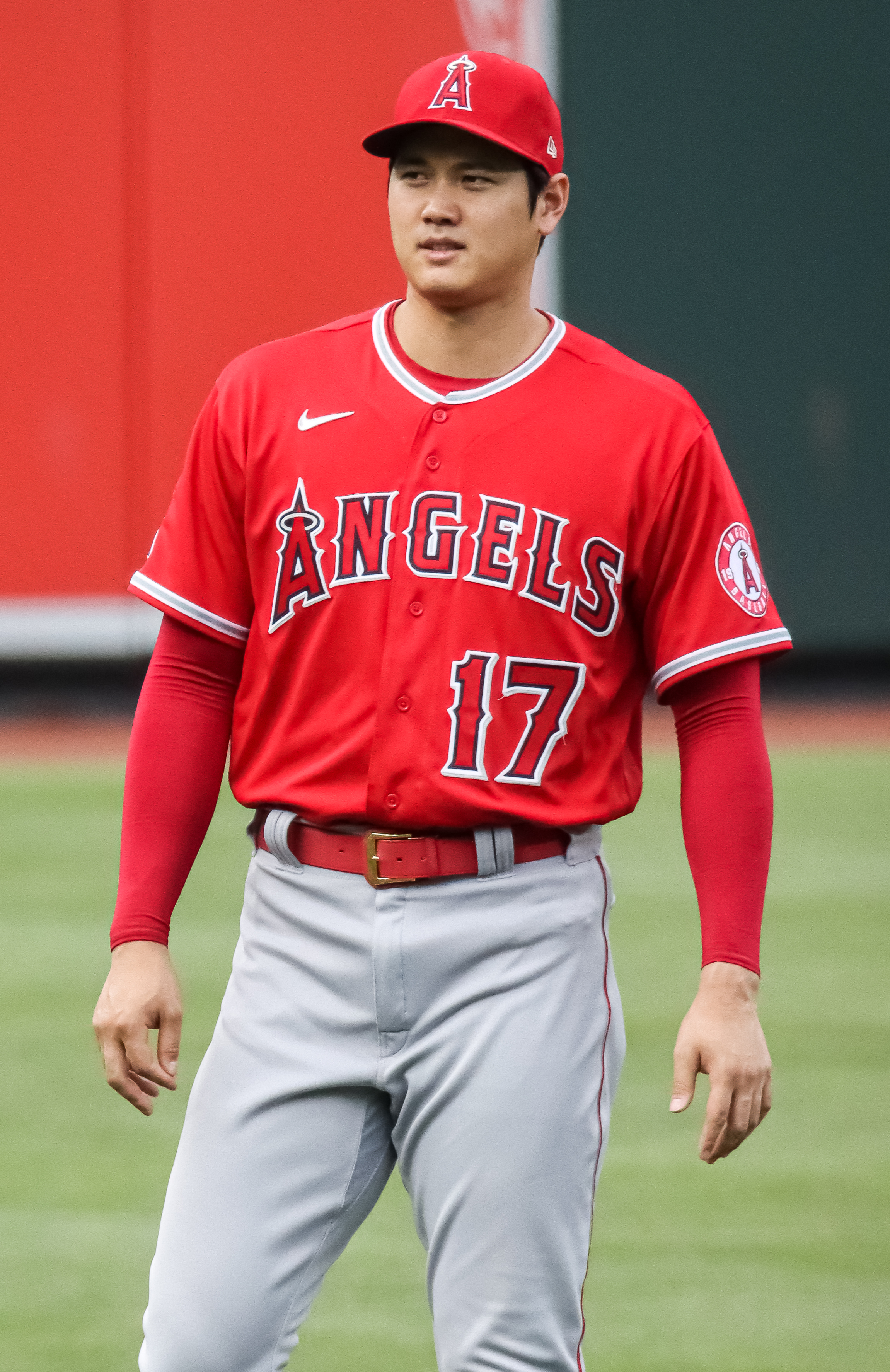
Ohtani i juli 2022.

Ohtani fick 2022 för första gången äran att vara startande pitcher i Angels första match för säsongen. Den 9 maj slog han sin första grand slam homerun under karriären i NPB och MLB. I juli röstades han in att starta sin andra raka all star-match som designated hitter och för andra året i rad togs han även ut som pitcher. Den 9 augusti blev han den andra spelaren i AL/NL:s historia efter Babe Ruth att under samma säsong vinna minst tio matcher och slå minst tio homeruns. I samma match passerade han Ichiro Suzuki genom att slå sin 118:e homerun i MLB:s grundserie och hade därefter bara Hideki Matsui (175) framför sig bland spelare födda i Japan. Den 31 augusti slog han sin 30:e homerun för säsongen och blev då den första spelaren i AL/NL:s historia att under samma säsong slå minst 30 homeruns och vinna minst tio matcher. Han blev också den första japanska spelaren att ha mer än en MLB-säsong med minst 30 homeruns. Alldeles i slutet av säsongen kom han överens med Angels om ett ettårskontrakt för 2023 värt 30 miljoner dollar, ett nytt MLB-rekord för spelare som var inne på sitt tredje år av rätt till skiljeförfarande. I säsongens sista match kom han upp i 162 innings pitched och eftersom han sedan tidigare hade kommit upp i 502 plate appearances blev han den första spelaren i World Series-eran (sedan 1903) att kvalificera sig för att rankas i statistiska genomsnittskategorier som slaggenomsnitt och ERA både som pitcher och som slagman. Under 2022 var hans siffror som slagman ett slaggenomsnitt på 0,273, 34 homeruns och 95 RBI:s på 157 matcher. Antalet homeruns var fjärde bäst i AL. Som pitcher var han 15–9 med en ERA på 2,33 och 219 strikeouts på 28 starter (166,0 innings pitched). Antalet strikeouts var tredje bäst i AL, hans ERA var fjärde bäst och antalet vinster delat fjärde bäst och med 11,87 strikeouts per 9 innings pitched var han bäst i AL. Han kom fyra i omröstningen till AL:s Cy Young Award och tvåa i omröstningen till AL:s MVP Award. Däremot vann han för andra året i rad Edgar Martínez Award och togs för andra året i rad ut till All-MLB Teams både som startande pitcher och som designated hitter, fast denna gången tvärtom mot föregående år – till All-MLB First Team som startande pitcher och till All-MLB Second Team som DH.

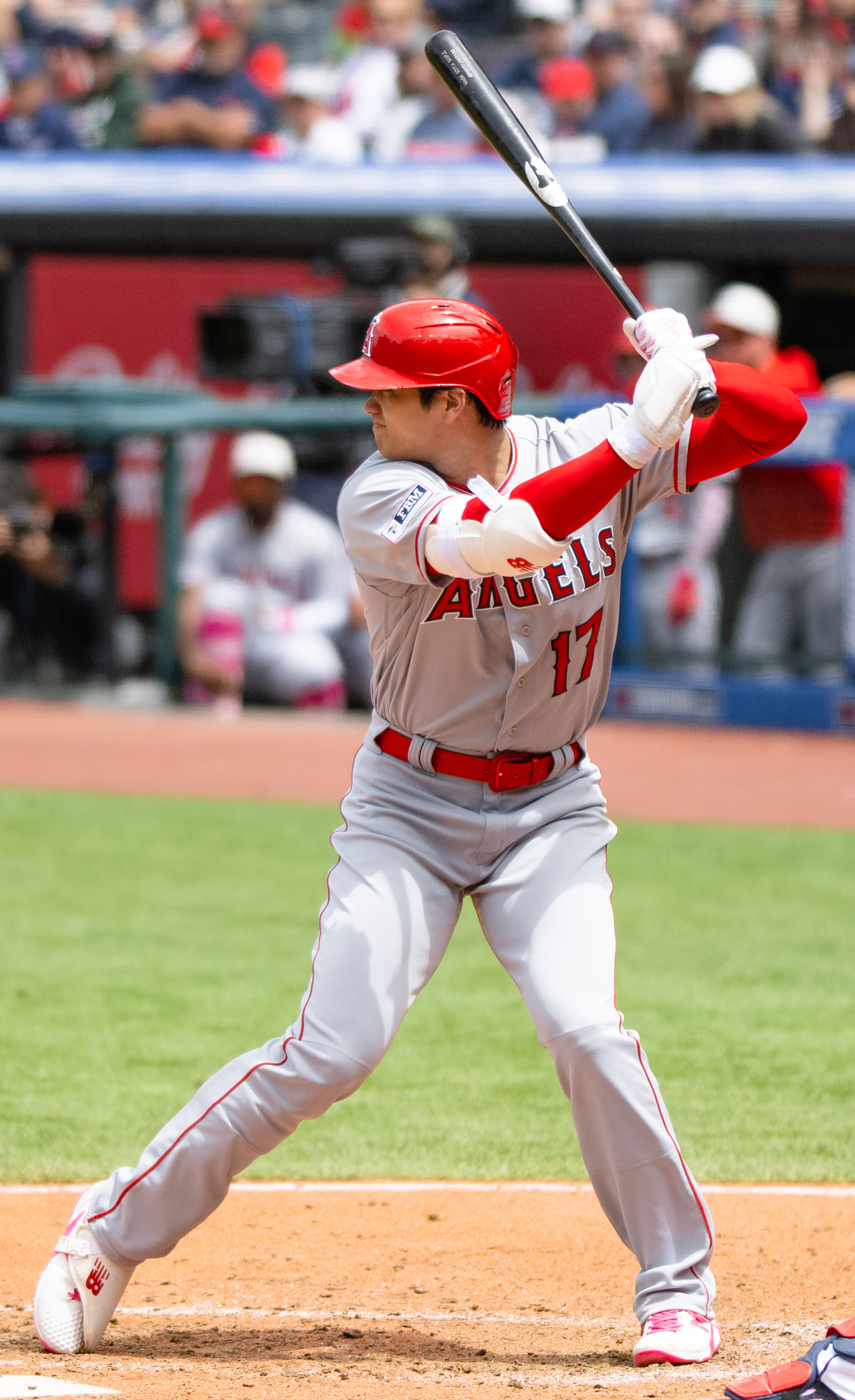
Ohtani redo för att slå under en match i maj 2023.

Under försäsongsträningen 2023 var Ohtani med och tog guld för Japan vid World Baseball Classic, där han utsågs till turneringens mest värdefulla spelare (se nedan). Han utsågs för andra året i rad till startande pitcher i Angels första match för säsongen. Han inledde säsongen mycket bra med en ERA på bara 0,64 efter de fem första starterna. Strax därefter passerade han Babe Ruth i antal strikeouts under karriären som pitcher (det råder dock delade meningar om hur många strikeouts Ruth hade) när han kom upp i 502 stycken. Ohtani hade därmed flest strikeouts i AL/NL-historien bland spelare med minst 100 homeruns. I mitten av juni utsågs han för femte gången under karriären till veckans spelare i AL. På sju matcher hade han ett slaggenomsnitt på 0,435, sex homeruns, tolv RBI:s, tio walks och en OPS på 1,893, samtidigt som han vann en match som pitcher. Den 27 juni hade han tio strikeouts som pitcher och slog två homeruns som slagman i samma match, något som bara hade hänt fem gånger tidigare i MLB sedan 1900 och inte hade hänt i AL sedan 1963. Prestationen var en bidragande orsak till att han utsågs till veckans spelare i AL för andra gången på tre veckor, denna gång delat med Domingo Germán. Ohtani slog under veckan sex homeruns och hade en OPS på 1,783. En av hans homeruns beräknades vara hela 493 fot (150 meter) lång, den dittills längsta i hans MLB-karriär och den längsta i MLB dittills under säsongen. Han blev den första spelaren född i Japan att vinna priset som veckans spelare i MLB sex gånger. Ichiro Suzuki vann fem gånger. Föga förvånande utsågs Ohtani även till månadens spelare i AL för juni månad, då han hade ett slaggenomsnitt på 0,394, 15 homeruns, 29 RBI:s och en OPS på 1,444, tillsammans med en ERA på 3,26 som pitcher. Vissa ansåg att det var den bästa månaden, eller i vart fall den bästa junimånaden, som en spelare i MLB dittills hade presterat över huvud taget. Till all star-matchen i början av juli fick han flest röster av alla i AL och startade som designated hitter och för tredje raka säsongen valdes han även in som pitcher. Den 27 juli pitchade han sin första complete game och shutout, där han bara tillät en hit, sedan flytten till MLB i den första matchen av ett dubbelmöte (doubleheader), för att sedan slå två homeruns i den andra matchen. Han utsågs den veckan, för tredje gången under 2023 och för sjunde gången totalt, till veckans spelare i AL efter bland annat en slugging % på 0,800. Han utsågs också, för andra gången i rad och för fjärde gången totalt, till månadens spelare i AL. Han hade i juli ett slaggenomsnitt på 0,282, en OPS på 1,152 och nio homeruns. Han hade också fyra starter som pitcher med en ERA på 4,97 och 29 strikeouts. I slutet av augusti drabbades han av samma skada i höger armbåge som 2018 och kunde inte pitcha mer den säsongen. Han slutade 10–5 med en ERA på 3,14 och 167 strikeouts på 23 starter. Han fortsatte dock att spela som designated hitter, men drabbades av en bukmuskelskada i början av september, vilken innebar att hans säsong var över. Den 19 september opererades han i höger armbåge och beräknades vara redo för 2024 års säsong som slagman och för 2025 års säsong som pitcher. Han hade under 2023 ett slaggenomsnitt på 0,304, 44 homeruns och 95 RBI:s på 135 matcher. Han hade bäst slugging % (0,654) och OPS (1,066) i hela MLB, medan han var bäst i AL i homeruns, extra-base hits (78), on-base % (0,412) och total bases (325). Vidare var han näst bäst i AL i avsiktliga walks (21) och at bats per homerun (11,30), tredje bäst i triples (8), fjärde bäst i slaggenomsnitt, delat fjärde bäst i poäng (102) och femte bäst i walks (91). Han blev första japanfödda spelaren att slå flest homeruns i AL eller NL under en säsong. Han vann efter säsongen flera utmärkelser – Silver Slugger Award för andra gången, Edgar Martínez Award för tredje raka gången, Hank Aaron Award, som den bästa slagmannen i AL, för första gången och framför allt MVP Award för andra gången. Liksom förra gången vann han priset enhälligt och blev därmed den första som vunnit priset enhälligt mer än en gång. Han blev också historisk genom att väljas in i All-MLB First Team både som designated hitter och som pitcher. Ohtani blev free agent för första gången efter säsongen.

#### Los Angeles Dodgers

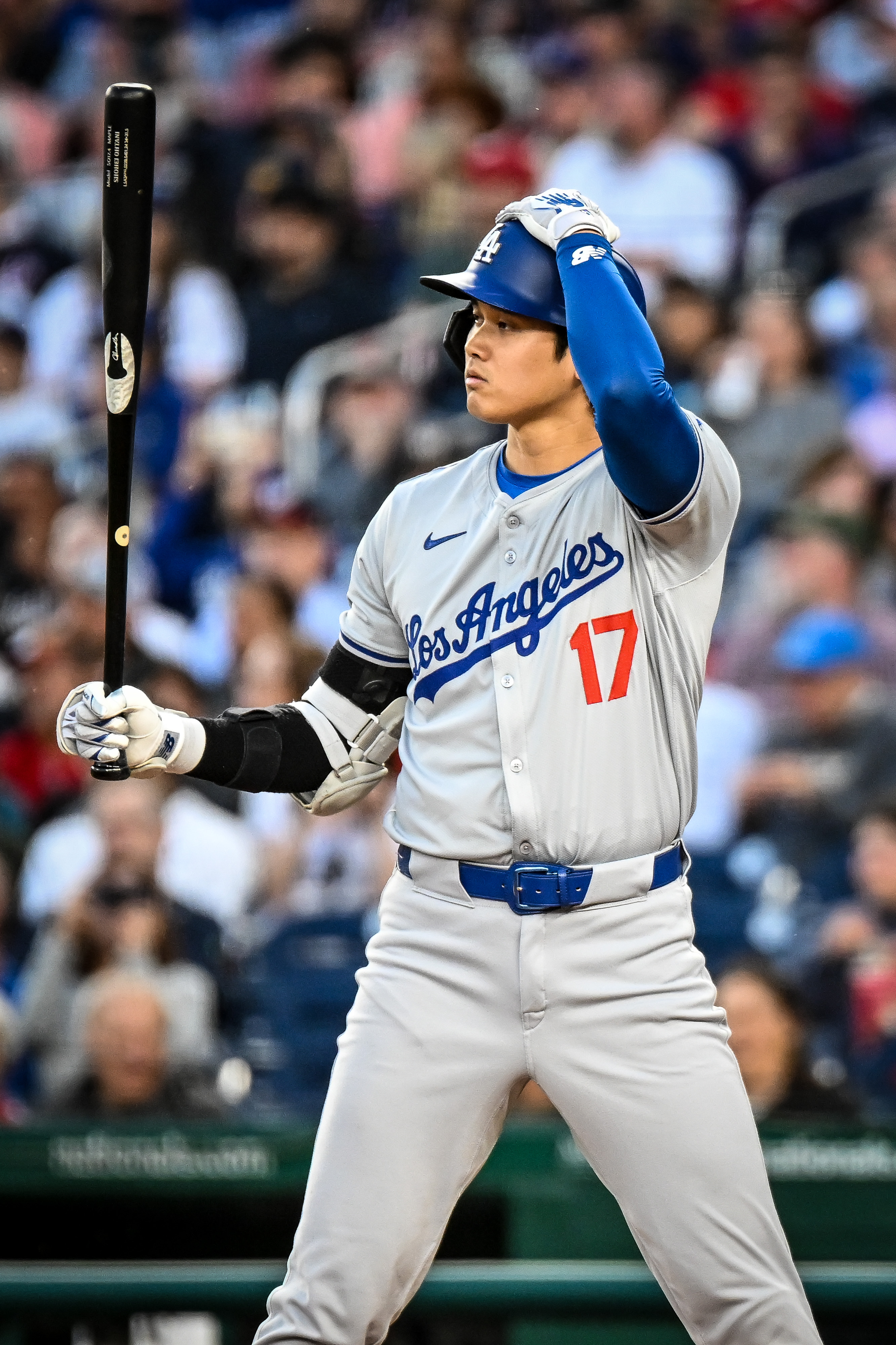
Ohtani under debutsäsongen för Los Angeles Dodgers 2024.

Efter mycket spekulationer blev det i december 2023 klart att Ohtani valt att skriva på för Los Angeles Dodgers, i form av ett tioårskontrakt värt hela 700 miljoner dollar. Det var det största kontraktet i idrottshistorien, och nästan dubbelt så stort som det tidigare rekordkontraktet för en free agent i MLB (Aaron Judges nioårskontrakt med New York Yankees i december 2022 värt 360 miljoner dollar). Den genomsnittsliga årslönen om 70 miljoner dollar var även det ett nytt rekord för MLB, där det tidigare rekordet på 43,3 miljoner dollar delades av Max Scherzer och Justin Verlander. I kontraktet föreskrevs att utbetalningarna av 68 miljoner dollar av varje årslön skulle skjutas upp i tio år och således betalas ut från och med 2034 till och med 2043. Han skulle alltså "bara" få två miljoner dollar utbetalt varje år. På det sättet blev hans kontrakt inte lika betungande för Dodgers på kort sikt.
I samband med att Ohtani skulle debutera för Dodgers briserade en spelskandal i hans närhet. Det avslöjades då att hans personliga översättare Ippei Mizuhara, som han känt sedan han spelade för Hokkaido Nippon-Ham Fighters och som översatt åt honom sedan han kom till USA 2018, hade ådragit sig flera miljoner dollar i spelskulder till en vadhållare som utreddes för brott av federala myndigheter. Det visade sig under utredningen att stora summor hade överförts från Ohtanis bankkonto till en av vadhållarens kompanjoner. När nyheten kom ut hävdade Mizuhara först att det var Ohtani som hade gjort överföringarna för att hjälpa honom, något som han sedan tog tillbaka. Mizuhara fick sparken av Dodgers samma dag som klubben spelade säsongens första match och MLB startade en egen utredning av händelsen. Vid en välbesökt presskonferens några dagar senare hävdade Ohtani att han inte känt till Mizuharas spelskulder och att det var Mizuhara som överförde pengarna från Ohtanis konto utan Ohtanis vetskap. Enligt åklagare visade utredningen att Mizuhara olovligen hade överfört över 16 miljoner dollar från Ohtanis konto mellan november 2021 och januari 2024. Inget tydde på att Ohtani varit medveten om detta utan han betraktades enbart som ett brottsoffer. I februari 2025 dömdes Mizuhara till nästan fem års fängelse. Han dömdes också att betala nästan 17 miljoner dollar i skadestånd till Ohtani.
Ohtani debuterade i Dodgers-tröjan den 20 mars 2024 i en match som spelades i Seoul i Sydkorea. Hans första homerun för Dodgers kom den 3 april, i den nionde matchen för säsongen. Den 21 april slog han sin 176:e homerun i MLB:s grundserie. Han passerade därmed Hideki Matsui och blev den japanfödda spelare som slagit flest homeruns i MLB:s grundserie. I början av maj utsågs han för åttonde gången under karriären, men för första gången i NL, till veckans spelare. Han hade under veckan bland annat ett slaggenomsnitt på 0,524, tre homeruns, sju RBI:s, sex poäng, en on-base % på 0,583 och en slugging % på 0,952. Drygt en och en halv månad senare vann han samma pris igen, efter en vecka med bland annat ett slaggenomsnitt på 0,458, fyra homeruns, elva RBI:s, sex walks, åtta poäng, en on-base % på 0,567 och en slugging % på 1,083. Till all star-matchen i juli valdes han att starta som NL:s designated hitter. Det var hans fjärde all star-match, men den första där han spelade för NL. Han blev den första MLB-spelaren att starta fyra raka all star-matcher som designated hitter. I matchen slog han för första gången en homerun, och blev i och med det först i MLB:s all star-matchs historia att både vinna en match som pitcher, vilket han gjorde 2021, och slå en homerun. Den 3 augusti kom Ohtani för första gången upp i minst 30 homeruns och 30 stulna baser under en säsong, en så kallad 30–30-säsong. Han gjorde det på bara 108 matcher, delat tredje snabbast i AL/NL-historien. Bara 20 dagar senare kom han upp i minst 40 homeruns och 40 stulna baser, en så kallad 40–40-säsong. Bara fem spelare hade lyckats med detta tidigare i MLB. Det tog honom bara 126 matcher, hela 21 färre än det tidigare rekordet, som innehades av Alfonso Soriano och var från 2006. Den 19 september skrev Ohtani historia genom att bli den första någonsin i MLB att prestera en 50–50-säsong – minst 50 homeruns och minst 50 stulna baser. Det innebar också att han slog Shawn Greens klubbrekord på 49 homeruns under en säsong. Sättet han gjorde det på var spektakulärt; i den aktuella matchen hade han sex hits på sex at bats, varav tre homeruns, tio RBI:s (även det ett nytt klubbrekord) och två stulna baser. Det var första gången i MLB:s historia som någon slog tre homeruns och stal två baser i samma match. Det förtjänar också att nämnas att det var den sjunde gången i MLB:s historia som någon hade minst 17 total bases under en match och den 16:e gången som någon hade minst tio RBI:s. Vidare var det 13:e gången under säsongen som Ohtani hade minst en homerun och minst en stulen bas i samma match, vilket tangerade MLB-rekordet satt 1986 av Rickey Henderson. Flera bedömare menade att det kunde vara den bästa matchen som någon spelare haft i MLB-historien. Redan i nästa match hade han en homerun och en stulen bas, och han bröt därmed Hendersons ovan nämnda rekord på 13 sådana matcher under en säsong. I matchen hade han också tre hits och två RBI:s, vilket gav honom nio hits och tolv RBI:s på två matcher, något som ingen spelare hade mäktat med sedan RBI blev en officiell statistikkategori 1920. Den veckan utsågs han till veckans spelare i NL, med bland annat sex homeruns, 17 RBI:s, en slugging % på 1,125 och en OPS på 1,668. Den 26 september kom han upp i 400 total bases under säsongen, en gräns som bara nåtts 29 gånger tidigare i MLB av 18 olika spelare, senaste gången var 2001. Dagen efter det stal han sin 57:e bas för säsongen och satte därmed ett nytt MLB-rekord för spelare födda i Japan. Ichiro Suzuki stal 56 baser 2001. För andra veckan i rad och fjärde gången under säsongen utsågs han till veckans spelare i NL, då han bland annat hade ett slaggenomsnitt på 0,520 och en on-base % på 0,571. Han blev den 15:e spelaren att vinna utmärkelsen minst elva gånger under karriären. Utöver det utsågs han även till september månads spelare i NL. Bland annat hade han under månaden ett slaggenomsnitt på 0,393, tio homeruns, 32 RBI:s, 27 poäng, 16 stulna baser, en slugging % på 0,766 och en OPS på 1,224. Det nya MLB-rekordet i antal matcher med minst en homerun och minst en stulen bas under en säsong blev till slut 16. Under grundserien, då han spelade 159 matcher, var Ohtani etta i hela MLB i poäng (134), total bases (411) och extra-base hits (99), och han var utöver det etta i NL i on-base % (0,390), slugging % (0,646), OPS (1,036), homeruns (54), RBI:s (130) och at bats per homerun (11,78). Han var nära en Triple Crown då han var tvåa i NL i slaggenomsnitt med 0,310, bakom Luis Arráez som hade 0,314. Han var även tvåa i NL i hits (197), walks (81), avsiktliga walks (10) och stulna baser (59), fyra i stulen bas % (93,65) samt delad fyra i triples (7).
För första gången sedan han började spela i MLB 2018 fick Ohtani 2024 chansen att spela i slutspelet. I den första matchen, i National League Division Series (NLDS) mot San Diego Padres, bidrog han till Dodgers seger med en trepoängs-homerun i den andra inningen. I resten av matchserien spelade han en undanskymd roll, men i nästa omgång, National League Championship Series (NLCS) mot New York Mets, var han mer framträdande. Under match 3 kom han upp i 17 hits på sina senaste 20 at bats med löpare vid andra och/eller tredje bas (runners in scoring position), vilket aldrig hade hänt tidigare i MLB:s historia, varken i grundserien eller i slutspelet. Han kom ut på bas 17 gånger i NLCS (via åtta hits och nio walks), vilket var ett nytt klubbrekord för en slutspelsomgång (även lagkamraten Max Muncy lyckades med samma sak i matchserien), och han gjorde nio poäng, också det ett nytt klubbrekord för en slutspelsomgång. I World Series stod New York Yankees för motståndet. I match 2 skadade Ohtani vänster axel när han försökte stjäla andra bas, men kunde ändå spela vidare. Han var dock inte särskilt lyckosam; han hade bara två hits på 19 at bats i World Series. Dodgers vann ändå med 4–1 i matcher och Ohtani blev den 14:e spelaren som både vunnit Nippon Series och World Series. En vecka senare opererades hans vänsteraxel som han skadade i World Series. När det var dags att dela ut priser efter säsongen vann Ohtani sin tredje Silver Slugger Award, sin fjärde raka Edgar Martínez Award, sin andra raka Hank Aaron Award, togs ut till All-MLB First Team för femte gången och vann sin tredje MVP Award, även denna gång enhälligt. Han blev den första designated hittern på heltid att utses till MVP och den andra spelaren efter Frank Robinson som vunnit priset i både AL och NL.

### Internationellt
Ohtani tog brons för Japan vid WBSC Premier12 2015. Han startade två matcher och pitchade totalt 13 inningar, under vilka han hade 21 strikeouts och bara tillät tre hits. Han var 1–0 med en ERA på 0,00. Han togs ut till turneringens all star-lag som startande pitcher och hade lägst ERA i turneringen.
Ohtani representerade Japan även vid World Baseball Classic 2023. Han visade framfötterna redan i gruppspelet och utsågs till mest värdefulla spelare (MVP) i Grupp B, där han hade sex hits på tolv at bats (varav tre doubles och en homerun), åtta RBI:s och sju walks. Han startade också en match som pitcher där han på fyra inningar inte tillät några poäng och bara en hit samt gjorde fem strikeouts. Han fortsatte att spela mycket bra i slutspelet och efter Japans seger utsågs han till hela turneringens MVP och togs ut till all star-laget både som pitcher och som designated hitter. Hans slaggenomsnitt under turneringen var hela 0,435 och han hade flest walks (tio) av alla spelare. Han startade två matcher som pitcher och hade elva strikeouts. Den sista av dessa strikeouts kom i ett helt avgörande skede av finalen mot USA. Med två brända i nionde inningen och med Japan i ledningen med 3–2 ställdes Ohtani mot sin lagkamrat i Angels, och USA:s största stjärna, Mike Trout. Ohtani vann duellen och Japans seger var därmed klar.

## Privatliv
Ohtani offentliggjorde i slutet av februari 2024 att han nyligen hade gift sig, men avslöjade inte då vem han gift sig med. Ett par veckor senare framkom det att hustrun var Mamiko Tanaka, en japansk före detta professionell basketspelare.
Ohtani och Tanaka fick sitt första barn, en dotter, i april 2025.

## Statistik

### Nippon Professional Baseball

#### Grundserien

##### Som slagman
| År            | Klubb         | M   | PA    | AB    | R   | H   | XBH | TB  | 2B | 3B | HR | RBI | BB  | IBB | SO  | HBP | SB | CS | AVG   | OBP   | SLG   | OPS   |
| ------------- | ------------- | --- | ----- | ----- | --- | --- | --- | --- | -- | -- | -- | --- | --- | --- | --- | --- | -- | -- | ----- | ----- | ----- | ----- |
| 2013          | HOK           | 77  | 204   | 189   | 14  | 45  | 19  | 71  | 15 | 1  | 3  | 20  | 12  | 0   | 64  | 1   | 4  | 1  | 0,238 | 0,284 | 0,376 | 0,660 |
| 2014          | HOK           | 87  | 234   | 212   | 32  | 58  | 28  | 107 | 17 | 1  | 10 | 31  | 21  | 0   | 48  | 0   | 1  | 0  | 0,274 | 0,338 | 0,505 | 0,842 |
| 2015          | HOK           | 70  | 119   | 109   | 15  | 22  | 9   | 41  | 4  | 0  | 5  | 17  | 8   | 1   | 43  | 0   | 1  | 0  | 0,202 | 0,252 | 0,376 | 0,628 |
| 2016          | HOK           | 104 | 382   | 323   | 65  | 104 | 41  | 190 | 18 | 1  | 22 | 67  | 54  | 2   | 98  | 1   | 7  | 2  | 0,322 | 0,416 | 0,588 | 1,004 |
| 2017          | HOK           | 65  | 231   | 202   | 24  | 67  | 25  | 109 | 16 | 1  | 8  | 31  | 24  | 0   | 63  | 2   | 0  | 1  | 0,332 | 0,403 | 0,540 | 0,942 |
| Totalt (5 år) | Totalt (5 år) | 403 | 1 170 | 1 035 | 150 | 296 | 122 | 518 | 70 | 4  | 48 | 166 | 119 | 3   | 316 | 4   | 13 | 4  | 0,286 | 0,358 | 0,501 | 0,859 |

##### Som pitcher
| År            | Klubb         | W  | L  | ERA  | M  | GS | CG | SHO | HLD | SV | SVO | IP    | H   | R   | ER  | HR | HB | WP | BB  | IBB | SO  | AVG | WHIP |
| ------------- | ------------- | -- | -- | ---- | -- | -- | -- | --- | --- | -- | --- | ----- | --- | --- | --- | -- | -- | -- | --- | --- | --- | --- | ---- |
| 2013          | HOK           | 3  | 0  | 4,23 | 13 | 11 | 0  | 0   | ?   | 0  | ?   | 61,2  | 57  | 30  | 29  | 4  | 8  | 2  | 33  | 0   | 46  | ?   | 1,46 |
| 2014          | HOK           | 11 | 4  | 2,61 | 24 | 24 | 3  | 2   | 0   | 0  | 0   | 155,1 | 125 | 50  | 45  | 7  | 4  | 6  | 57  | 0   | 179 | ?   | 1,17 |
| 2015          | HOK           | 15 | 5  | 2,24 | 22 | 22 | 5  | 3   | 0   | 0  | 0   | 160,2 | 100 | 40  | 40  | 7  | 3  | 9  | 46  | 0   | 196 | ?   | 0,91 |
| 2016          | HOK           | 10 | 4  | 1,86 | 21 | 20 | 4  | 1   | ?   | 0  | ?   | 140,0 | 89  | 33  | 29  | 4  | 8  | 6  | 45  | 0   | 174 | ?   | 0,96 |
| 2017          | HOK           | 3  | 2  | 3,20 | 5  | 5  | 1  | 1   | 0   | 0  | 0   | 25,1  | 13  | 9   | 9   | 2  | 0  | 1  | 19  | 0   | 29  | ?   | 1,26 |
| Totalt (5 år) | Totalt (5 år) | 42 | 15 | 2,52 | 85 | 82 | 13 | 7   | ?   | 0  | ?   | 543,0 | 384 | 162 | 152 | 24 | 23 | 24 | 200 | 0   | 624 | ?   | 1,08 |

     Bäst i Nippon Professional Baseball
     Bäst i Pacific League
     Sämst i Nippon Professional Baseball

### Major League Baseball

#### Grundserien

##### Som slagman
| År            | Klubb         | M   | PA    | AB    | R   | H   | XBH | TB    | 2B  | 3B | HR  | RBI | BB  | IBB | SO  | HBP | SB  | CS | AVG   | OBP   | SLG   | OPS   |
| ------------- | ------------- | --- | ----- | ----- | --- | --- | --- | ----- | --- | -- | --- | --- | --- | --- | --- | --- | --- | -- | ----- | ----- | ----- | ----- |
| 2018          | LAA           | 104 | 367   | 326   | 59  | 93  | 45  | 184   | 21  | 2  | 22  | 61  | 37  | 2   | 102 | 2   | 10  | 4  | 0,285 | 0,361 | 0,564 | 0,925 |
| 2019          | LAA           | 106 | 425   | 384   | 51  | 110 | 43  | 194   | 20  | 5  | 18  | 62  | 33  | 1   | 110 | 2   | 12  | 3  | 0,286 | 0,343 | 0,505 | 0,848 |
| 2020          | LAA           | 44  | 175   | 153   | 23  | 29  | 13  | 56    | 6   | 0  | 7   | 24  | 22  | 0   | 50  | 0   | 7   | 1  | 0,190 | 0,291 | 0,366 | 0,657 |
| 2021          | LAA           | 155 | 639   | 537   | 103 | 138 | 80  | 318   | 26  | 8  | 46  | 100 | 96  | 20  | 189 | 4   | 26  | 10 | 0,257 | 0,372 | 0,592 | 0,965 |
| 2022          | LAA           | 157 | 666   | 586   | 90  | 160 | 70  | 304   | 30  | 6  | 34  | 95  | 72  | 14  | 161 | 5   | 11  | 9  | 0,273 | 0,356 | 0,519 | 0,875 |
| 2023          | LAA           | 135 | 599   | 497   | 102 | 151 | 78  | 325   | 26  | 8  | 44  | 95  | 91  | 21  | 143 | 3   | 20  | 6  | 0,304 | 0,412 | 0,654 | 1,066 |
| 2024          | LAD           | 159 | 731   | 636   | 134 | 197 | 99  | 411   | 38  | 7  | 54  | 130 | 81  | 10  | 162 | 6   | 59  | 4  | 0,310 | 0,390 | 0,646 | 1,036 |
| Totalt (7 år) | Totalt (7 år) | 860 | 3 602 | 3 119 | 562 | 878 | 428 | 1 792 | 167 | 36 | 225 | 567 | 432 | 68  | 917 | 22  | 145 | 37 | 0,282 | 0,371 | 0,575 | 0,946 |

     Bäst i Major League Baseball
     Bäst i American League eller National League
     Sämst i Major League Baseball

##### Som pitcher
| År            | Klubb         | W                               | L                               | ERA                             | M                               | GS                              | CG                              | SHO                             | HLD                             | SV                              | SVO                             | IP                              | H                               | R                               | ER                              | HR                              | HB                              | WP                              | BB                              | IBB                             | SO                              | AVG                             | WHIP                            |
| ------------- | ------------- | ------------------------------- | ------------------------------- | ------------------------------- | ------------------------------- | ------------------------------- | ------------------------------- | ------------------------------- | ------------------------------- | ------------------------------- | ------------------------------- | ------------------------------- | ------------------------------- | ------------------------------- | ------------------------------- | ------------------------------- | ------------------------------- | ------------------------------- | ------------------------------- | ------------------------------- | ------------------------------- | ------------------------------- | ------------------------------- |
| 2018          | LAA           | 4                               | 2                               | 3,31                            | 10                              | 10                              | 0                               | 0                               | 0                               | 0                               | 0                               | 51,2                            | 38                              | 19                              | 19                              | 6                               | 1                               | 5                               | 22                              | 0                               | 63                              | 0,203                           | 1,16                            |
| 2019          | LAA           | Pitchade inte på grund av skada | Pitchade inte på grund av skada | Pitchade inte på grund av skada | Pitchade inte på grund av skada | Pitchade inte på grund av skada | Pitchade inte på grund av skada | Pitchade inte på grund av skada | Pitchade inte på grund av skada | Pitchade inte på grund av skada | Pitchade inte på grund av skada | Pitchade inte på grund av skada | Pitchade inte på grund av skada | Pitchade inte på grund av skada | Pitchade inte på grund av skada | Pitchade inte på grund av skada | Pitchade inte på grund av skada | Pitchade inte på grund av skada | Pitchade inte på grund av skada | Pitchade inte på grund av skada | Pitchade inte på grund av skada | Pitchade inte på grund av skada | Pitchade inte på grund av skada |
| 2020          | LAA           | 0                               | 1                               | 37,80                           | 2                               | 2                               | 0                               | 0                               | 0                               | 0                               | 0                               | 1,2                             | 3                               | 7                               | 7                               | 0                               | 0                               | 1                               | 8                               | 0                               | 3                               | 0,375                           | 6,60                            |
| 2021          | LAA           | 9                               | 2                               | 3,18                            | 23                              | 23                              | 0                               | 0                               | 0                               | 0                               | 0                               | 130,1                           | 98                              | 48                              | 46                              | 15                              | 10                              | 10                              | 44                              | 2                               | 156                             | 0,207                           | 1,09                            |
| 2022          | LAA           | 15                              | 9                               | 2,33                            | 28                              | 28                              | 0                               | 0                               | 0                               | 0                               | 0                               | 166,0                           | 124                             | 45                              | 43                              | 14                              | 2                               | 14                              | 44                              | 0                               | 219                             | 0,203                           | 1,01                            |
| 2023          | LAA           | 10                              | 5                               | 3,14                            | 23                              | 23                              | 1                               | 1                               | 0                               | 0                               | 0                               | 132,0                           | 85                              | 50                              | 46                              | 18                              | 11                              | 12                              | 55                              | 0                               | 167                             | 0,184                           | 1,06                            |
| 2024          | LAD           | Pitchade inte på grund av skada | Pitchade inte på grund av skada | Pitchade inte på grund av skada | Pitchade inte på grund av skada | Pitchade inte på grund av skada | Pitchade inte på grund av skada | Pitchade inte på grund av skada | Pitchade inte på grund av skada | Pitchade inte på grund av skada | Pitchade inte på grund av skada | Pitchade inte på grund av skada | Pitchade inte på grund av skada | Pitchade inte på grund av skada | Pitchade inte på grund av skada | Pitchade inte på grund av skada | Pitchade inte på grund av skada | Pitchade inte på grund av skada | Pitchade inte på grund av skada | Pitchade inte på grund av skada | Pitchade inte på grund av skada | Pitchade inte på grund av skada | Pitchade inte på grund av skada |
| Totalt (5 år) | Totalt (5 år) | 38                              | 19                              | 3,01                            | 86                              | 86                              | 1                               | 1                               | 0                               | 0                               | 0                               | 481,2                           | 348                             | 169                             | 161                             | 53                              | 24                              | 42                              | 173                             | 2                               | 608                             | 0,200                           | 1,08                            |

#### Slutspelet

##### Som slagman
| År            | Klubb         | M  | PA | AB | R  | H  | XBH | TB | 2B | 3B | HR | RBI | BB | IBB | SO | HBP | SB | CS | AVG   | OBP   | SLG   | OPS   |
| ------------- | ------------- | -- | -- | -- | -- | -- | --- | -- | -- | -- | -- | --- | -- | --- | -- | --- | -- | -- | ----- | ----- | ----- | ----- |
| 2024          | LAD           | 16 | 76 | 61 | 14 | 14 | 4   | 24 | 1  | 0  | 3  | 10  | 13 | 0   | 22 | 1   | 0  | 2  | 0,230 | 0,373 | 0,393 | 0,766 |
| Totalt (1 år) | Totalt (1 år) | 16 | 76 | 61 | 14 | 14 | 4   | 24 | 1  | 0  | 3  | 10  | 13 | 0   | 22 | 1   | 0  | 2  | 0,230 | 0,373 | 0,393 | 0,766 |